# Castellana Sicula
Castellana Sicula – miejscowość i gmina we Włoszech, w regionie Sycylia, w prowincji Palermo.

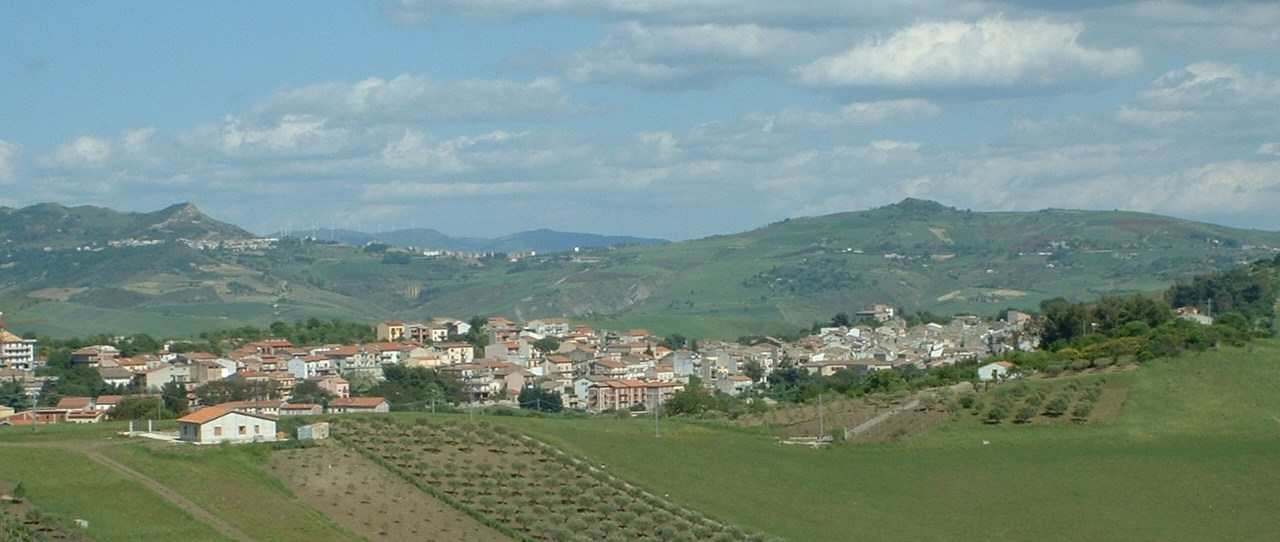
Castellana Sicula

Według danych na rok 2004 gminę zamieszkiwało 3829 osób, 53,2 os./km².